# Séries de divisions de la Ligue nationale de baseball 1995
Les Séries de divisions de la Ligue nationale de baseball 1995 font partie des séries éliminatoires de la Ligue majeure de baseball. Ce tour éliminatoire est constitué de deux séries jouées au meilleur de cinq parties par quatre clubs de la Ligue nationale de baseball, l'une des deux composantes des Ligues majeures de baseball. 
Ces deux séries sont disputées du mardi 3 octobre au samedi 7 octobre 1995. Pour se qualifier à la Série de championnat 1995 de la Ligue nationale, les Braves d'Atlanta remportent l'une de ces Séries de divisions trois matchs à un sur les Rockies du Colorado, tandis que les Reds de Cincinnati éliminent de leur côté les Dodgers de Los Angeles trois matchs à zéro.

## Contexte
En 1995, les Séries de division sont présentées pour la première fois depuis les exceptionnelles Séries de divisions de 1981, organisées après que la saison eut été écourtée par une grève des joueurs. La nouvelle formule de séries d'après-saison qui fait son apparition en 1995 devait originellement être instaurée dès 1994, avant qu'une autre grève mène à l'annulation de la fin de la saison régulière et des éliminatoires.

## Avantage du terrain
Les « têtes de séries », donc la composition des face à face, pour ces Séries de divisions de 1995 n'étaient pas déterminés par la fiche victoires-défaites en saison régulière des clubs participants, mais plutôt déterminés au préalable selon une procédure controversée qui ne fut utilisée que durant 3 ans et abandonnée après les éliminatoires de 1997. En 1995 toutefois, cet arrangement ne proposa pas de grande surprise et les 4 clubs participants furent classés de la même manière qu'ils l'auraient été selon leur fiche en saison régulière. Les « têtes de séries » étaient dans l'ordre : Braves d'Atlanta (90 victoires et 54 défaites), Reds de Cincinnati (85-59), Dodgers de Los Angeles (78-66) et Rockies du Colorado (77-67).
L'avantage du terrain lors des Séries de divisions de 1995 à 1997 était le suivant : la première tête de série jouait deux matchs sur le terrain de son adversaire, puis enchaînait avec les trois matchs suivants à domicile. Comme un club doit remporter trois victoires pour accéder à la ronde suivante, il était possible que l'équipe bénéficiant de cet « avantage » ne dispute qu'un match à domicile (le 3e) après avoir joué les deux premiers sur la route. Également critiquée, cette formule fut plus tard abandonnée et remplacée dès 1998 par celle qui prévaut actuellement (en date de 2016), alors que l'équipe possédant l'avantage du terrain dispute les parties #1, #2 et #5 (si nécessaire) devant ses partisans.

## Braves d'Atlanta vs Rockies du Colorado

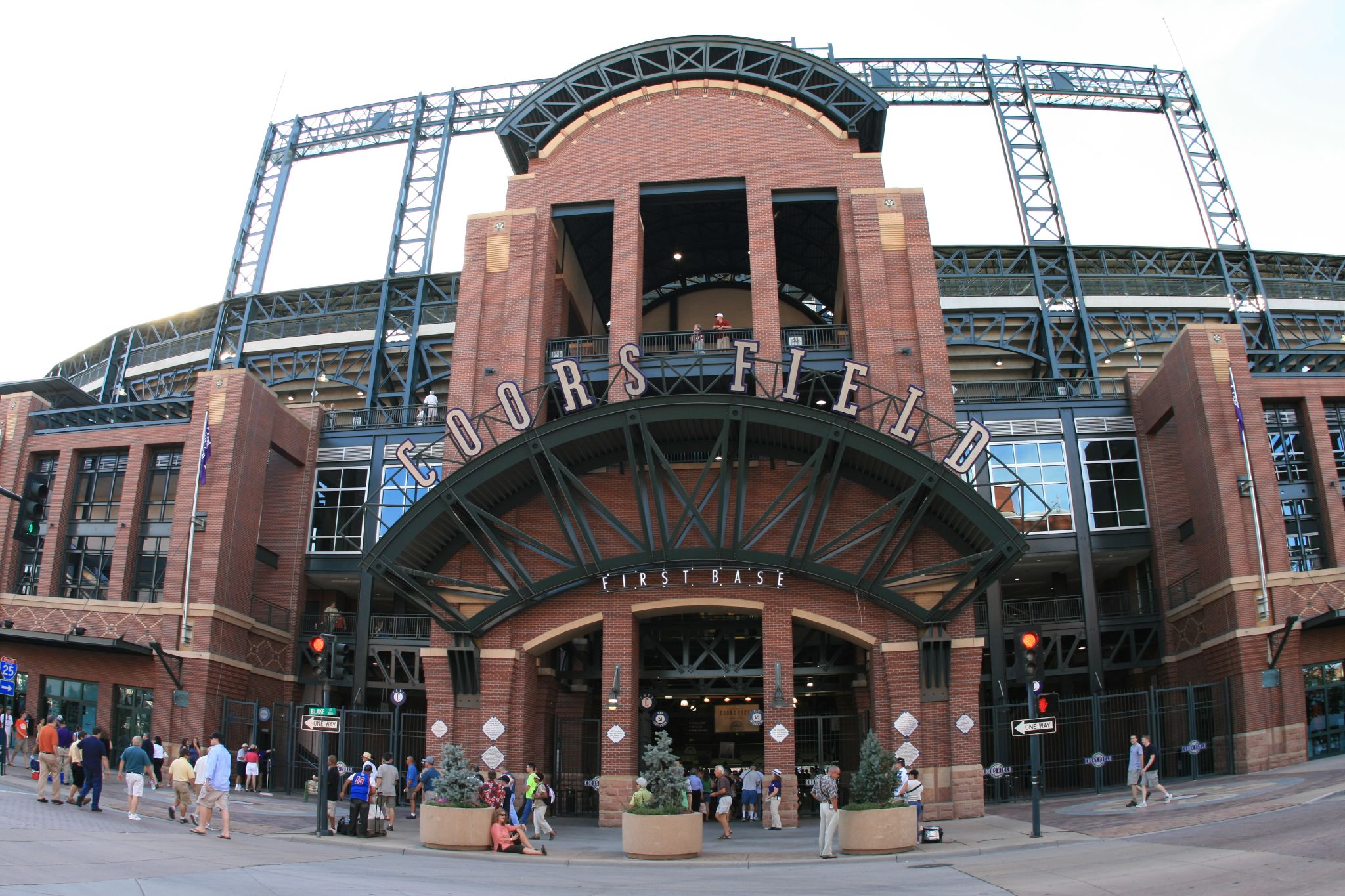
Le Coors Field de Denver au Colorado (ici photographié à l'été 2007) accueille un match éliminatoire pour la première fois le 3 octobre 1995.

Avec 90 victoires contre 54 défaites durant la saison régulière 1995, les Braves d'Atlanta sont la meilleure équipe de la Ligue nationale, et la deuxième meilleure des majeures après les meneurs de la Ligue américaine, les Indians de Cleveland, vainqueurs de 100 parties sur 144. En route vers leur victoire en Série mondiale 1995 sur Cleveland, les Braves remportent leur premier titre de la division Est de la Ligue nationale (ils jouaient jusqu'en 1993 dans la division Ouest) et le 4e titre de section d'une série record de 14 consécutifs (excluant le titre de 1994 non décerné en raison de la grève des joueurs). Atlanta participe à ses 4e séries éliminatoires consécutives après celles de 1991, 1992 et 1993 et domine outrageusement la division Est : seule club de cette section avec une fiche gagnante, ils comptent 21 victoires de plus que les Mets de New York et les Phillies de Philadelphie, à égalité en deuxième place.
À leur première saison au nouveau Coors Field de Denver après deux années passées au Mile High Stadium, les Rockies du Colorado remportent 77 victoires contre 67 défaites, la première saison gagnante de leur jeune histoire, et prennent le second rang de la division Ouest de la Ligue nationale, seulement un match derrière les meneurs, les Dodgers de Los Angeles. Les Rockies, meilleurs deuxièmes de la Ligue nationale, se qualifient pour leurs premières séries éliminatoires à leur 3e saison d'existence, un nouveau record qui surpasse l'ancien des Mets de New York, qualifiés en 1969 à leur 8e saison. Après cette série perdue face aux Braves d'Atlanta, les Rockies ne joueront plus en éliminatoires avant 2007.

### Calendrier des rencontres
| Match | Date      | Visiteur            | Hôte                | Score              |
| ----- | --------- | ------------------- | ------------------- | ------------------ |
| 1     | 3 octobre | Braves d'Atlanta    | Rockies du Colorado | 5 - 4              |
| 2     | 4 octobre | Braves d'Atlanta    | Rockies du Colorado | 7 - 4              |
| 3     | 6 octobre | Rockies du Colorado | Braves d'Atlanta    | 7 - 5 (10 manches) |
| 4     | 7 octobre | Rockies du Colorado | Braves d'Atlanta    | 4 - 10             |

### Match 1
Mardi 3 octobre 1995 au Coors Field, Denver, Colorado.
| Braves d'Atlanta | 0 | 0 | 1 | 0 | 0 | 2 | 0 | 1 | 1 | 5 | 12 | 1 |
| Rockies du Colorado | 0 | 0 | 0 | 3 | 0 | 0 | 0 | 1 | 0 | 4 | 13 | 4 |
| Lanceurs partants : ATL : Greg Maddux COL : Kevin Ritz Vic. : Alejandro Peña (1-0) Déf. : Curt Leskanic (0-1) Sauv. : Mark Wohlers (1) HRs : ATL : Marquis Grissom (1), Chipper Jones (1, 2) COL : Vinny Castilla (1) |   |   |   |   |   |   |   |   |   |   |    |   |

### Match 2
Mercredi 4 octobre 1995 au Coors Field, Denver, Colorado.
| Braves d'Atlanta | 1 | 0 | 1 | 1 | 0 | 0 | 0 | 0 | 4 | 7 | 13 | 1 |
| Rockies du Colorado | 0 | 0 | 0 | 0 | 0 | 3 | 0 | 1 | 0 | 4 | 8  | 2 |
| Lanceurs partants : ATL : Tom Glavine COL : Lance Painter Vic. : Alejandro Peña (2-0) Déf. : Mike Munoz (0-1) Sauv. : Mark Wohlers (2) HRs : ATL : Marquis Grissom (2, 3) COL : Larry Walker (1) |   |   |   |   |   |   |   |   |   |   |    |   |

### Match 3
Vendredi 6 octobre 1995 au Atlanta-Fulton County Stadium, Atlanta, Géorgie.
| Rockies du Colorado | 1 | 0 | 2 | 0 | 0 | 2 | 0 | 0 | 0 | 2 | 7 | 9  | 0 |
| Braves d'Atlanta | 0 | 0 | 0 | 3 | 0 | 0 | 1 | 0 | 1 | 0 | 5 | 11 | 0 |
| Lanceurs partants : COL : Bill Swift ATL : John Smoltz Vic. : Darren Holmes (1-0) Déf. : Mark Wohlers (0-1) Sauv. : Mark Thompson (1) HRs : COL : Eric Young (1), Vinny Castilla (2) |   |   |   |   |   |   |   |   |   |   |   |    |   |

### Match 4
Dimanche 7 octobre 1995 au Atlanta-Fulton County Stadium, Atlanta, Géorgie.
| Rockies du Colorado | 0 | 0 | 3 | 0 | 0 | 1 | 0 | 0 | 0 | 4  | 11 | 1 |
| Braves d'Atlanta | 0 | 0 | 4 | 2 | 1 | 3 | 0 | 0 | X | 10 | 15 | 0 |
| Lanceurs partants : COL : Bret Saberhagen ATL : Greg Maddux Vic. : Greg Maddux (1-0) Déf. : Bret Saberhagen (0-1) HRs : COL : Dante Bichette (1), Vinny Castilla (3) ATL : Fred McGriff (1, 2) |   |   |   |   |   |   |   |   |   |    |    |   |

## Reds de Cincinnati vs Dodgers de Los Angeles

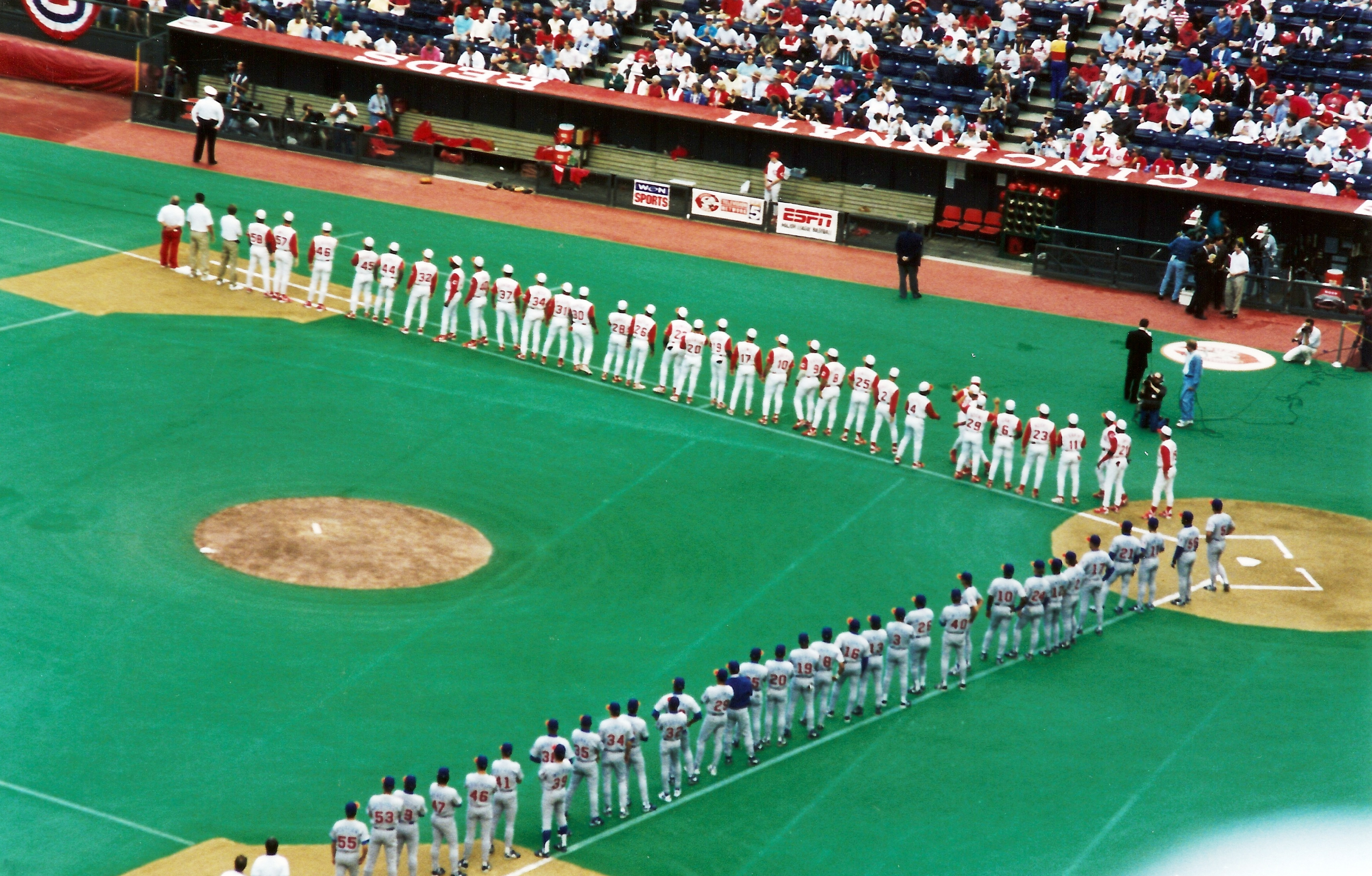
Les Reds de Cincinnati (en uniforme blanc et rouge) à l'ouverture de leur saison le 26 avril 1995.

Menés par Barry Larkin, élu joueur par excellence de la saison 1995 dans la Ligue nationale, les Reds de Cincinnati remportent 85 matchs de saison régulière contre 59 défaites pour devenir les premiers champions de la division Centrale de la Ligue nationale, créée l'année précédente lors de la saison précédente dont la fin fut annulée par une grève des joueurs. Auteurs d'une deuxième saison gagnante consécutive, les Reds coiffent les Astros de Houston, qu'ils laissent 9 matchs derrière dans leur division, et accèdent aux éliminatoires pour la première fois depuis leur conquête de la Série mondiale 1990. Le club de Cincinnati ne retournera pas en éliminatoires avant 2010,.
Avec 78 victoires contre 66 défaites, un succès de plus que les Rockies du Colorado, les Dodgers de Los Angeles complètent 1995 au premier rang de la section Ouest de la Ligue nationale et remportent leur premier titre de division depuis 1988. Balayés en 3 parties consécutives par Cincinnati, les Dodgers subissent le même sort aux mains d'Atlanta dans leur Série de divisions de 1996 : ils ne gagneront pas un seul match éliminatoire de leur victoire en Série mondiale 1988 jusqu'aux Séries de divisions de 2004, et ils devront patienter jusqu'en 2008 pour gagner une première série éliminatoire en 20 ans. 

### Calendrier des rencontres
| Match | Date      | Visiteur               | Hôte                   | Score  |
| ----- | --------- | ---------------------- | ---------------------- | ------ |
| 1     | 3 octobre | Reds de Cincinnati     | Dodgers de Los Angeles | 7 - 2  |
| 2     | 4 octobre | Reds de Cincinnati     | Dodgers de Los Angeles | 5 - 4  |
| 3     | 6 octobre | Dodgers de Los Angeles | Reds de Cincinnati     | 1 - 10 |

### Match 1
Mardi 3 octobre 1995 au Dodger Stadium, Los Angeles, Californie.
| Reds de Cincinnati | 4 | 0 | 0 | 0 | 3 | 0 | 0 | 0 | 0 | 7 | 12 | 0 |
| Dodgers de Los Angeles | 0 | 0 | 0 | 0 | 1 | 1 | 0 | 0 | 0 | 2 | 8  | 0 |
| Lanceurs partants : CIN : Pete Schourek LAD : Ramón Martínez Vic. : Pete Schourek (1-0) Déf. : Ramón Martínez (0-1) HRs : CIN : Benito Santiago (1) LAD : Mike Piazza (1) |   |   |   |   |   |   |   |   |   |   |    |   |

### Match 2
Mercredi 4 octobre 1995 au Dodger Stadium, Los Angeles, Californie.
| Reds de Cincinnati | 0 | 0 | 0 | 2 | 0 | 0 | 0 | 1 | 2 | 5 | 6  | 0 |
| Dodgers de Los Angeles | 1 | 0 | 0 | 1 | 0 | 0 | 0 | 0 | 2 | 4 | 14 | 2 |
| Lanceurs partants : CIN : John Smiley LAD : Ismael Valdez Vic. : Dave Burba (1-0) Déf. : Antonio Osuna (0-1) Sauv. : Jeff Brantley (1) HRs : CIN : Reggie Sanders (1) LAD : Eric Karros (1, 2) |   |   |   |   |   |   |   |   |   |   |    |   |

### Match 3
Vendredi 6 octobre 1995 au Riverfront Stadium, Cincinnati, Ohio.
| Dodgers de Los Angeles | 0 | 0 | 0 | 1 | 0 | 0 | 0 | 0 | 0 | 1  | 9  | 0 |
| Reds de Cincinnati | 0 | 0 | 2 | 1 | 0 | 4 | 3 | 0 | X | 10 | 11 | 2 |
| Lanceurs partants : LAD : David Wells CIN : Hideo Nomo Vic. : David Wells (1-0) Déf. : Hideo Nomo (0-1) HRs: CIN : Ron Gant (1), Bret Boone (1), Mark Lewis (1) |   |   |   |   |   |   |   |   |   |    |    |   |